# SN 2007P
SN 2007P – supernowa typu II odkryta 23 stycznia 2007 roku w galaktyce E566-G36. W momencie odkrycia miała maksymalną jasność 18,00m.